# Bołot Mambetow
Bołot Mambetowicz Mambetow (ros. Болот Мамбетович Мамбетов, ur. 5 maja 1907 w obwodzie issykkulskim, zm. 2 marca 1990 w Moskwie) – radziecki i kirgiski polityk, prezes Rady Ministrów Kirgiskiej SRR w latach 1961–1968.
Pochodził z rodziny chłopskiej, 1929 wstąpił do WKP(b), w 1935 skończył Moskiewski Instytut Inżynierii Transportu Wodnego i został inżynierem hydrotechnikiem, a w 1953 – kandydatem nauk ekonomicznych. 1935–1937 pracował jako inżynier w obwodzie issykkulskim, a 1937–1940 w obwodzie Osz. 1940–1941 sekretarz KC Komunistycznej Partii (bolszewików) Kirgistanu, 1945–1951 I sekretarz obwodowego komitetu partyjnego w mieście Frunze (obecnie Biszkek), 1951–1953 słuchacz kursów przy KC WKP(b)/KPZR, 1953–1954 dyrektor Instytutu Zasobów Wodnych i Energetyki Kirgiskiej Filii Akademii Nauk ZSRR. 1954–1961 minister zasobów wodnych Kirgiskiej SRR, a od 10 maja 1961 do 23 stycznia 1968 prezes Rady Ministrów Kirgiskiej SRR. 1961–1971 kandydat na członka KC KPZR, deputowany do Rady Najwyższej ZSRR 6 kadencji. Pochowany na Cmentarzu Kuncewskim w Moskwie.

## Odznaczenia
- Order Lenina (trzykrotnie)
- Order Czerwonego Sztandaru Pracy (trzykrotnie)
- Order Czerwonej Gwiazdy